# ضاحكة ثانية سفلية
الضاحكة الثانية السفلية أو الضاحك الثاني السفلي (بالإنجليزية:Mandibular Second Premolar)، هو السن الخامس بعيدًا عن خط منتصف الوجه، وظيفة هذا الضاحك هي مساعدة الضرس الأول الفك السفلي أثناء المضغ، الضواحك الثانية السفلية لها ثلاث شرفات. هناك حدبة واحدة كبيرة على الجانب الشدقي (الأقرب إلى الخد) من السن. تكون الشرفات اللسانية (الموجودة بالقرب من اللسان) متطورة بشكل جيد وتعمل بشكل جيد (وهو ما يشير إلى الشرفات التي تساعد أثناء المضغ). لذلك، في حين أن الضاحك الأول السفلي يشبه نابًا صغيرًا، فإن الضاحك السفلي الثاني يشبه أكثر الضرس الأول. لا توجد ضواحك ثانية في الفك السفلي في الأسنان اللبنية. وبدلاً من ذلك، فإن السن الذي يسبق الضاحك الثاني في فك السفلي هو الضرس الثاني اللبني السفلي.
1. ↑  نموذج تأسيسي في التشريح، QID:Q1406710